# كليفورد روس باول
كليفورد روس باول (بالإنجليزية: Clifford Ross Powell)‏ هو سياسي أمريكي، ولد في 26 يوليو 1893 في الولايات المتحدة، وتوفي في 30 مارس 1973 في الولايات المتحدة. حزبياً، نشط في الحزب الجمهوري. وقد انتخب حاكم نيو جيرسي ‏ (3 يناير 1935 – 8 يناير 1935) وانتخب عضو مجلس ولاية نيوجيرسي وانتخب عضو جمعية نيوجيرسي العامة.